# La-33

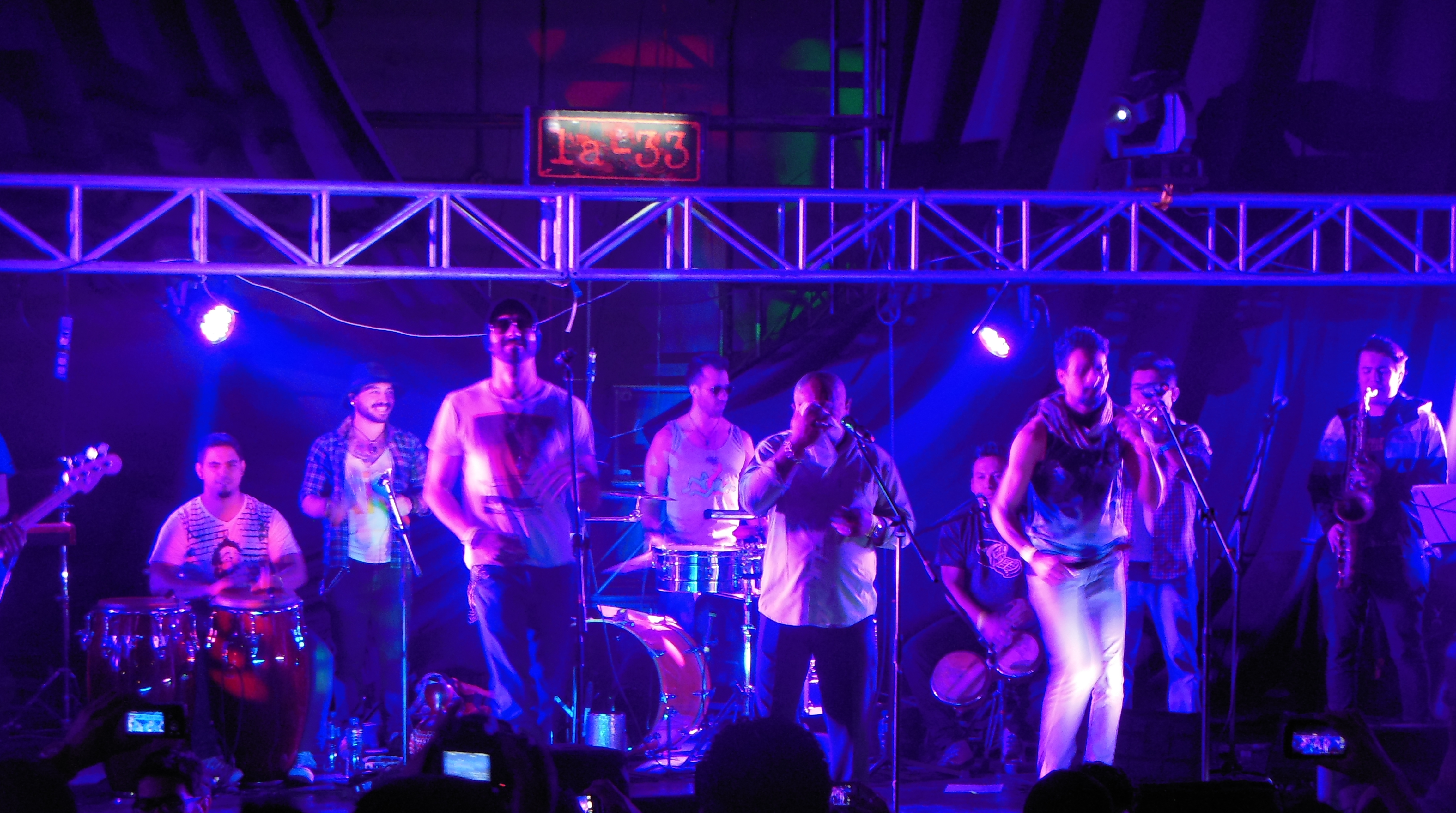
La-33 bij een concert in Bogota

La-33 is een Colombiaanse salsagroep uit Bogota, opgericht in 2002 door de broers Sergio en Santiago Mejía. De naam is afgeleid van de calle 33, een straat in de wijk Teusaquillo. De broers, die meer van rockers dan van salsa-artiesten weg hadden, begonnen in die straat te repeteren in een kerk. Al snel vormde zich een bont orkest van verschillende muzikanten, bestaande uit Sergio Mejía (regisseur en bas), Santiago Mejía (piano), Miguel Guerra (conga's), Juan David Fernández "Palo" (timbaal), Diego Sánchez (bongo's), Vladimir Romero (trombone), José Miguel Vega (idem), Juan Felipe Cárdenas (tenorsaxofoon), Roland Nieto (trompet), Guillermo Celis (zang), David Cantillo "Malpelo" (idem), Pablo Martínez (idem), Javier Galavis (geluidstechnicus) en Ray Fuquen (producer). De eerste optredens waren in de bars van Bogota, Medellín, Cali, Quito, Spanje en Berlijn. La-33 verkreeg al snel bekendheid en speelde op festivals samen met artiesten als Willie Colón, Los Van Van, Chucho Valdez.
La Pantera Mambo is het bekendste nummer van de band. Het is een vocale bewerking van het beroemde The Pink Panther van Henry Mancini. De band vermengt gerelateerde muziekstijlen als rock, jazz en pop met salsa. Tegenwoordig wordt de voor salsa jonge groep als een van de beste van Colombia beschouwd.

## Discografie

### La 33 (2004)
| 1.  | La 33                 |
| 2.  | Soledad               |
| 3.  | Anny's Boogaloo       |
| 4.  | La Pantera Mambo      |
| 5.  | Que Rico Boogaloo     |
| 6.  | Suelta El Bongo       |
| 7.  | La Pelicula           |
| 8.  | La Vida Se Pasa A Mil |
| 9.  | El Tornillo De Guillo |
| 10. | Manuela               |

### Gozalo (2007)
| 1.  | Descarga 33          |
| 2.  | Bye-Bye              |
| 3.  | Ma Quiéreme Na       |
| 4.  | Plinio Guzmán        |
| 5.  | La Fea               |
| 6.  | El Robo              |
| 7.  | Te Lo voy a devolver |
| 8.  | Gozalo               |
| 9.  | Bomba Colombiana     |
| 10. | Porque yo            |
| 11. | La Rumba Buena       |
| 12. | El Turpial           |
| 13. | La Tormenta          |
| 14. | Arrullo Y Son        |
| 15. | My Favorite Things   |

### Ten Cuidado (2009)
| 1.  | Ten Cuidado            |
| 2.  | Conciencia Intranquila |
| 3.  | Me Quedo               |
| 4.  | Fonky Y Boogaloo       |
| 5.  | Y Sombra Desgracia     |
| 6.  | Salsa Resucito         |
| 7.  | Cartagena              |
| 8.  | Sonrisas Bellas        |
| 9.  | Roxanne                |
| 10. | Vanidad                |
| 11. | Mambo con Boogaloo     |